# 吳安生
吳安生，福建晉江人，明朝政治人物、進士出身。
洪武二十年，福建丁卯鄉試中舉。洪武二十一年，參加戊辰科會試，登進士。
。